# Leptacinus
Leptacinus ist eine Gattung der Käfer aus der Familie der Kurzflügler (Staphylinidae) innerhalb der Unterfamilie Staphylininae. Sie kommt in Europa mit 10 Arten vor, fünf sind auch in Mitteleuropa heimisch.

## Merkmale
Die Käfer sind schwarz gefärbt und haben teilweise oder komplett gelbbraun gefärbte Deckflügel. Sie unterscheiden sich von der ähnlichen Gattung Xantholinus durch vier kräftigere Längsfurchen am Vorderrand des Kopfes und ihr kleines, am Ende gekrümmtes letztes Glieder der Kiefertaster. Die Fühler und Beine sind rostfarben oder braun. Man kann die einzelnen Arten der Gattung nur schwer voneinander anhand äußerer Merkmale unterscheiden und muss für eine sichere Bestimmung auf eine Genitaluntersuchung zurückgreifen. 
Die Larven unterscheiden sich von denen der ähnlichen Gattung durch ein kürzeres Basalglied der Cerci.

## Vorkommen und Lebensweise
Die Tiere leben vor allem in verrottendem Stroh. 

## Arten (Europa)
- Leptacinus batychrus (Gyllenhal, 1827)
- Leptacinus dubius Bordoni, 1975
- Leptacinus faunus Coiffait, 1956
- Leptacinus formicetorum Märkel, 1841
- Leptacinus intermedius Donisthorpe, 1936
- Leptacinus marocanus Coiffait, 1969
- Leptacinus merkli Ádám, 1987
- Leptacinus othioides Baudi, 1870
- Leptacinus pusillus (Stephens, 1833)
- Leptacinus sulcifrons (Stephens, 1833)